# Mario Monicelli
« Monicelli » redirige ici. Pour les autres significations, voir Monicelli (homonymie).
Mario Monicelli [ˈmaːrjo moniˈtʃɛlli] est un scénariste et réalisateur italien, né le 16 mai 1915 à Rome, où il est mort le 29 novembre 2010.
Il est avec Dino Risi, Luigi Comencini, Pietro Germi et Ettore Scola, l'un des plus célèbres représentants de la comédie à l'italienne. Au cours de ses soixante-dix ans de carrière, il a reçu trois Ours d'argent de la meilleure réalisation à la Berlinale ainsi que quatre David di Donatello de la meilleure réalisation. En 1991, on lui rend hommage avec le Lion d'or pour l'ensemble de la carrière à la Mostra de Venise. Il a été également promu en 1994 chevalier grand-croix de l'ordre du Mérite de la République italienne et en 2000, il a reçu la médaille du Mérite de la culture et de l'art.

## Biographie

### Naissance et famille
Mario Monicelli naît à Rome le 16 mai 1915 dans une famille originaire d'Ostiglia (dans la province de Mantoue). Pendant longtemps, on a cru que sa ville natale était Viareggio, jusqu'à ce que le critique de cinéma Stefano Della Casa, en effectuant des recherches pour l'ouvrage L'armata Brancaleone - Quando la commedia riscrive la storia et pour le Dizionario Biografico Treccani, mette en lumière le fait que Monicelli est en fait né à Rome, plus précisément dans le quartier de Campo Marzio, Via della Croce. Toujours selon Della Casa, il semble que Monicelli lui-même ait alimenté le malentendu par une sorte de forte affection pour la ville toscane. Le lieu de naissance de Monicelli est confirmé par Luca Lunardini, maire de Viareggio, qui a déclaré à ce sujet : « C'est vrai : Mario Monicelli n'est pas né physiquement à Viareggio, il n'est pas inscrit dans notre bureau d'état civil », ajoutant que « d'un point de vue physique et matériel, Monicelli n'est pas né à Viareggio mais à Rome ; mais il aimait tellement Viareggio qu'il considérait cette ville comme le lieu où son âme est née, donc lui-même. C'est ainsi qu'il choisit Viareggio comme lieu de naissance, comme le rapportent toutes les encyclopédies et biographies sur la base du témoignage direct de l'intéressé ». Une autre confirmation est venue de Chiara Rapaccini (it), la dernière compagne du réalisateur, qui confirme dans une interview que tout cela n'était rien d'autre qu'« une blague délibérée de Mario, ou plus précisément lorsque quelqu'un a écrit par erreur qu'il était de Viareggio, il s'est amusé à confirmer, aussi parce que sa relation avec Viareggio était très forte », ajoutant que Rome, comme lieu de naissance correct du réalisateur, est aussi écrit dans son passeport.
Son père, Tomaso Monicelli (it) (1883-1946), qui dans sa jeunesse est passé du syndicalisme révolutionnaire au nationalisme, est journaliste, directeur de il Resto del Carlino ainsi que critique de théâtre et auteur dramatique. Écarté par le régime fasciste dès le milieu des années 1920, il met fin à ses jours en 1946 sans avoir réussi à retrouver une situation professionnelle satisfaisante. Sa mère, Maria Carreri, est une femme très intelligente bien que peu instruite. Son demi-frère Giorgio (1910-1968) est traducteur et éditeur, son frère Franco (1912-1977) est patron de presse tandis que son autre frère Furio (1922-2011) est un écrivain, qui connaît le succès à l'époque avec le roman Il gesuita perfetto. Monicelli est également lié à la famille Mondadori : la sœur de son père est en effet l'épouse d'Arnoldo Mondadori et Monicelli lui-même affirme avoir été en termes amicaux avec Alberto et Giorgio Mondadori (it) pendant de nombreuses années.

### Formation

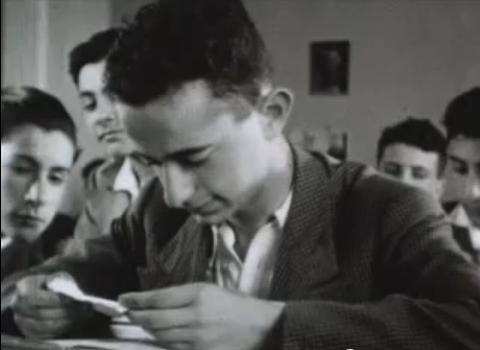
Une scène de I ragazzi di via Pal (1935) que Monicelli co-réalise avec César Civita et Alberto Mondadori.

Monicelli passe son enfance à Rome, où il fréquente l'école primaire. Il s'installe ensuite avec sa famille à Viareggio, mais fréquente le collège et deux années de liceo classico à Prato, au Convitto nazionale statale Francesco Cicognini (it) ; il s'installe ensuite à Milan, où il termine le lycée et commence ses études universitaires. Dans la capitale lombarde, Monicelli fréquente Riccardo Freda, Remo Cantoni (it), Alberto Lattuada, Alberto Mondadori et Vittorio Sereni ; ensemble, ils fondent, avec le soutien de l'éditeur Mondadori, le journal Camminare, dans lequel Monicelli s'occupe de critique cinématographique. Monicelli a raconté comment, dans ses critiques, il était très sévère envers les films italiens, alors qu'à l'inverse, il exaltait les films américains et français, qu'il aimait beaucoup, affirmant qu'il le faisait peut-être dans une forme voilée d'antifascisme. Le journal Camminare n'a pas duré longtemps car le ministère de la Culture populaire l'a supprimé parce qu'il était considéré comme étant de gauche.
Plus tard, Monicelli retourne en Toscane, où il termine ses études universitaires, obtenant un diplôme en littérature à la faculté de lettres et de philosophie de l'université de Pise. Intéressé par le cinéma, il repoussa sans cesse l'obtention de son diplôme jusqu'à ce qu'il soit appelé au service militaire, juste après quoi il obtint son diplôme parce que, comme Monicelli l'a dit lui-même, « il suffisait de se présenter à la remise des diplômes habillé en soldat et vous n'aviez pas besoin d'une thèse ou de quoi que ce soit d'autre [...] C'est ainsi que j'ai reçu mon diplôme, je ne sais même pas s'il est valable ». En 1934, il tourne sa « première expérience cinématographique », le court métrage Il cuore rivelatore (litt. « Le Cœur révélateur »), inspiré de l'œuvre éponyme d'Edgar Allan Poe, avec Alberto Mondadori et Alberto Lattuada, ce dernier jouant le rôle de décorateur car il est alors étudiant en architecture. Ils l'envoient aux Lictoriales, espérant en vain qu'il sera projeté au Cineguf, les ciné-clubs du Gruppo universitario fascista ; le film est qualifié d'exemple de « cinéma paranoïaque ».
L'année suivante, Monicelli coréalise avec César Civita et Alberto Mondadori son premier long-métrage, I ragazzi di via Pal (1935), adapté du roman Les Garçons de la rue Paul du Hongrois Ferenc Molnár (dont Arnoldo Mondadori détenait les droits pour l'édition italienne). À l'instar d'Il cuore rivelatore, I ragazzi di via Pal est également réalisé dans le cadre du Cineguf milanais. Le film est envoyé à Venise à la Mostra per le pellicole a passo a ridotto, une projection de films à budgets réduits parallèle à la Mostra de Venise ; I ragazzi di via Pal vaut à ses auteurs le premier prix et la possibilité de travailler à la production d'un film professionnel. Monicelli peut ainsi sauter les différentes étapes de la formation professionnelle et est envoyé, avec Mondadori, pour travailler comme deuxième assistant opérateur dans la production du film Ballerine de Gustav Machatý, qui se déroule à Tirrenia.
Il se rapproche encore du monde du cinéma grâce à son amitié avec Giacomo Forzano, fils du dramaturge Giovacchino Forzano, fondateur à Tirrenia des studios Pisorno, curieuse fusion des noms des deux villes rivales, Pise et Livourne, que Mussolini projetait de réaliser. Dans ces années, cet esprit toscan particulier prend forme chez Monicelli, qui sera décisif pour la poétique cinématographique des comédies du réalisateur (de nombreuses blagues de la trilogie Mes chers amis sont des épisodes qui font vraiment partie de sa jeunesse).

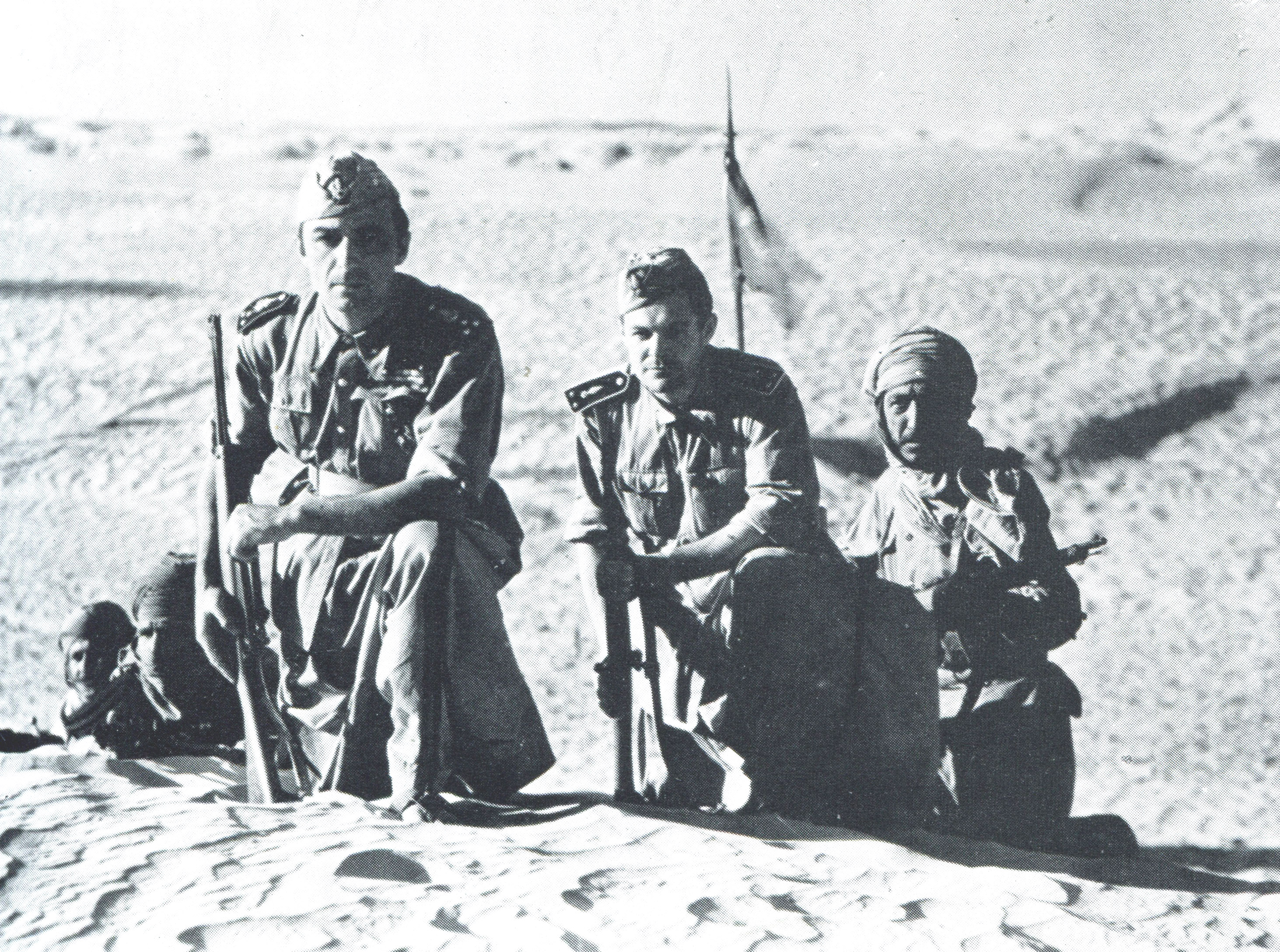
Une scène de L'Escadron blanc d'Augusto Genina où Monicelli est assistant.

Immédiatement après Ballerine, Monicelli trouve du travail, toujours comme assistant, dans le film de propagande fasciste L'Escadron blanc d'Augusto Genina. Il jouera ensuite le même rôle d'assistant dans divers films, dont I fratelli Castiglioni de Corrado D'Errico ; pendant la production du film, il rencontre Giacomo Gentilomo, avec lequel il tourne deux films, La granduchessa si diverte (it) et Cortocircuito (it), dans lequel il joue officiellement le rôle d'assistant réalisateur pour la première fois et qu'il coécrit également.
En 2001, Mario Monicelli déclare dans le documentaire  Il solito noto - Ritratto di Mario Monicelli de Riccardo Milani, que ceux avec lesquels il a le plus appris et a eu le plus de discussions sur ce qu'était le cinéma, comment raconter des histoires avec des images en mouvement, le montage, étaient Goffredo Alessandrini, avec qui il a fait quelques films, et Giacomo Gentilomo. Dans la manière de raconter les rapports avec les acteurs, il cite Mario Camerini,.

### Premières réalisations
Sous le pseudonyme de Michele Badiek, il réalise en 1937 le film amateur Pioggia d'estate. Le film, dans lequel Monicelli fait office de réalisateur et de scénariste, a vu la participation d'Ermete Zacconi et d'une partie de sa famille, la contribution de nombreux amis et concitoyens. Il affirme que cette expérience a été importante pour sa formation car il a appris à « écrire pour le cinéma, à tourner, à s'occuper des acteurs [...] et, surtout, à se rendre compte, en le revoyant dans une projection, que ce qu'[il] mettai[t] tous les jours à l'écran ne correspondait majoritairement pas à [s]es attentes, sauf dans certaines petites touches ». Parallèlement, il était également le secrétaire de l'actrice espagnole María Mercader, future épouse de Vittorio De Sica. Dans l'ouvrage consacré à Monicelli par la fondation Pesaro Nuovo Cinema Onlus, il est indiqué que, après avoir obtenu son diplôme à Pise en 1941, Monicelli a été envoyé à Naples l'année suivante pour être embarqué pour l'Afrique ; cependant, Monicelli a réussi à retarder l'embarquement jusqu'au 8 septembre, date à laquelle il jette son uniforme et s'enfuit à Rome, où il reste caché.
Dans son ouvrage semi-autobiographique L'arte della commedia, Monicelli raconte qu'il est resté dans l'armée, enrôlé dans la cavalerie de 1940 à 1943, en essayant d'éviter d'être envoyé d'abord en Russie puis en Afrique, jusqu'à la dissolution de l'armée, date à laquelle il s'est enfui à Rome. Il reste caché dans la capitale jusqu'à l'été 1944. À Rome, il fréquente l'Osteria Fratelli Menghi, un lieu de rencontre réputé pour les peintres, les réalisateurs, les écrivains et les poètes entre les années 1940 et 1970.

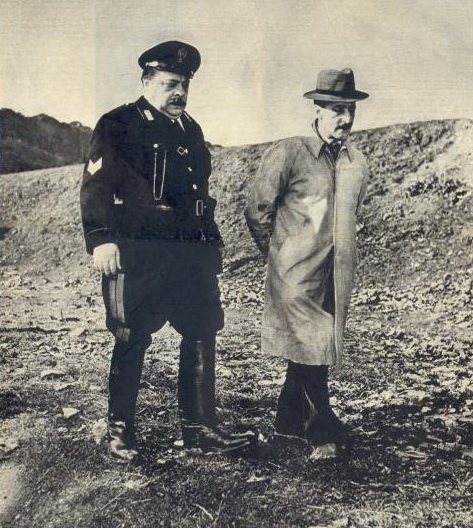
Aldo Fabrizi et Totò dans Gendarmes et Voleurs (1951).

En 1945, Monicelli est assistant réalisateur sur le premier film de Pietro Germi, Le Témoin. Dans son ouvrage L'arte della commedia, Monicelli raconte qu'un lien profond s'est établi entre lui et Germi ; il déclare : « Je pense que j'étais l'un des très rares amis avec lesquels il avait vraiment confiance ». Pour illustrer ce lien, Monicelli a raconté deux épisodes. Lorsque Germi entre dans une période de crise après la mort de sa femme, il appelle Monicelli pour réaliser le film qu'il prépare (Ces messieurs dames, 1966), en lui disant qu'il ne peut plus le réaliser ; Monicelli l'aime beaucoup, mais refuse néanmoins et encourage Germi à faire son film. L'autre exemple est lorsque Germi, incapable de réaliser Mes chers amis en raison de problèmes de santé, a fait appel à Monicelli pour le mettre en scène.
En 1946, Monicelli est choisi, avec Steno, par Riccardo Freda pour écrire le scénario de L'Aigle noir. Le film connaît un grand succès et le duo Monicelli-Steno est appelé à écrire quelques gags et blagues pour le film Sept Ans de malheur de Carlo Borghesio, et produit par Luigi Rovere. Le duo de scénaristes continuera à travailler ensemble sur d'autres œuvres. La collaboration avec Steno, qui durera jusqu'à la période entre 1952 et 1953, produira certaines des comédies les plus intéressantes de l'après-guerre ; parmi celles-ci, Gendarmes et Voleurs (1951) avec Totò, un film qui a remporté le prix du scénario du Festival de Cannes. Dans son autobiographie L'arte della commedia, Monicelli affirme que leur collaboration est interrompue exactement pendant le tournage des films Les Infidèles et Totò et les femmes. Les deux films devaient être scénarisés et réalisés par Steno et Monicelli, mais en réalité, ce dernier ne s'est occupé que des Infidèles car il s'était lassé de ne faire que des films comiques ; Steno s'est quant à lui chargé du scénario de Totò et les femmes. Selon Monicelli, tout cela s'est passé sans que les producteurs le sachent, car sinon, ils n'auraient plus fait confiance au duo de réalisateurs.
Il est également le scénariste, avec Federico Fellini, du film Au nom de la loi de Pietro Germi (co-écrit avec Tullio Pinelli, Germi et Giuseppe Mangione). En 1957, Monicelli remporte l'Ours d'argent de la meilleure réalisation à la Berlinale 1957 avec Pères et Fils.

### Le succès

Vittorio Gassman, Silvana Mangano et Alberto Sordi dans La Grande Guerre (1959).

Puis sort le film considéré comme la « révélation » de sa carrière, Le Pigeon (1958), un film marqueur de ce qui s'appellera le genre « comédie à l'italienne ». L'année suivante sort La Grande Guerre (1959), qui remporte un Lion d'or ex aequo avec Le Général Della Rovere de Roberto Rossellini et est nommé à l'Oscar du meilleur film en langue étrangère. En 1963, Monicelli est l'auteur du film Les Camarades, qui obtient une deuxième nomination à l'Oscar du meilleur scénario original. Le Pigeon, La Grande Guerre et Les Camarades comptent parmi les chefs-d'œuvre du réalisateur originaire de Viareggio.
Le Pigeon, dont Monicelli était co-scénariste avec Age-Scarpelli et Suso Cecchi D'Amico, renversait pour la première fois la dialectique de Gendarmes et Voleurs avec laquelle Monicelli lui-même (avec Steno) dépeignait depuis 1951 le rapport entre l'autorité et la liberté, entre la justice en toge et la simple survie des classes inférieures. Quatre ans plus tard, Monicelli inverse les rôles : dans Totò e Carolina (1955), Totò n'est plus un petit voleur mais un policier, et la censure de l'époque n'a pas apprécié l'ironie entourant les forces de l'ordre : le film a subi des coupures lourdes et parfois inexplicables, et bien que la copie originale ait été récemment restaurée, il continue d'être diffusé dans sa version « épurée »..
Avec Le Pigeon, Monicelli abandonne donc la dialectique antagoniste entre les gardiens et les contrevenants à la loi, dépeignant exclusivement le côté attendrissant, confus et frustré d'une poignée de voleurs voués à l'échec. La Grande Guerre, loin des stéréotypes classiques de la comédie, passe d'un extrême à l'autre du registre tragicomique en abordant un sujet douloureux et complexe comme la tragédie de la Première Guerre mondiale, et est agrémentée des interprétations hautes en couleur d'Alberto Sordi et de Vittorio Gassman. Les Camarades, un film sur l'histoire du syndicalisme et, plus encore, sur la fraternité entre ouvriers d'usine, est peu connu du grand public mais très apprécié de la critique (avec Marcello Mastroianni, Renato Salvatori et Annie Girardot).
Dans les années 1960, Monicelli se consacre également à des films à sketches : Boccace 70 (1962), Haute Infidélité (1964) et Caprice à l'italienne (1968), bien que le sketch qu'il a réalisé dans Boccace 70 ait été coupé par le producteur Carlo Ponti, déclenchant les protestations des réalisateurs italiens qui ont presque tous décidé de boycotter le Festival de Cannes 1962, qui devait être ouvert par ce film. Dans L'Armée Brancaleone (1966) et, dans une moindre mesure, dans la suite Brancaleone s'en va-t-aux croisades (1970), Monicelli met en scène un Moyen Âge tragicomique décalé, ponctué par l'utilisation d'un latin de cuisine inédit, devenu mémorable dans le cinéma italien. Le film de 1966 a également été sélectionné pour le Festival de Cannes 1966.

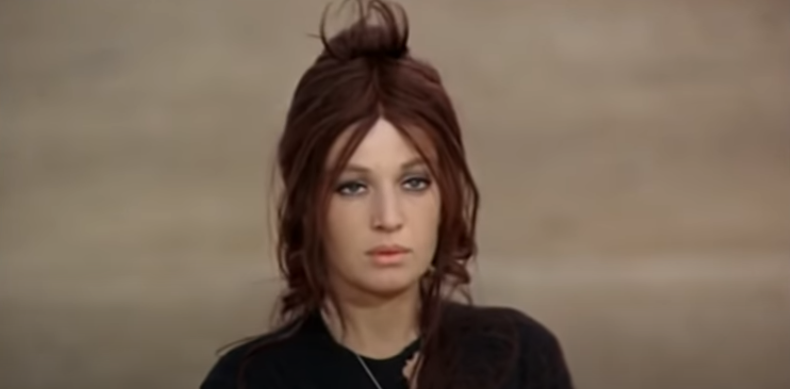
Monica Vitti dans La Fille au pistolet (1968).

En 1973, le film Nous voulons les colonels, qui imagine une tentative ratée de coup d'état fasciste en Italie semblable à celui du régime des colonels en Grèce, est encore une fois sélectionné pour le Festival de Cannes 1973. Parmi les autres films notables, citons La Fille au pistolet (1968) qui suit une Sicilienne (Monica Vitti) qui voyage en Angleterre pour assassiner un homme ; Romances et Confidences (1974) ainsi que les deux premiers épisodes de la trilogie Mes chers amis (1975, 1982) — le dernier (1985) sera en fait réalisé par Nanni Loy. Mes chers amis remporte un grand succès en Italie et Monicelli reçoit son premier David Di Donatello de meilleur réalisateur. Caro Michele a valu à Monicelli l'Ours d'argent à la Berlinale 1976.
Le film suivant, tourné au milieu des années de plomb, s'inspire d'une œuvre de l'écrivain Vincenzo Cerami : Un bourgeois tout petit petit (1977) est une œuvre entièrement et profondément dramatique, loin des suggestions tragicomiques des œuvres antérieures et postérieures comme Le Marquis s'amuse (1981), qui présente également une excellente prestation d'Alberto Sordi. Le marquis s'amuse lui vaut l'Ours d'argent du meilleur réalisateur à la Berlinale 1982. Dans les années 1980 et 1990, le regard du réalisateur change à nouveau : du machisme de Mes chers amis, il passe à la mise à l'honneur du féminin dans Pourvu que ce soit une fille (1986), avec lequel il reçoit à nouveau un large succès critique et public. Le film suivant, Une famille formidable (1991), présente à nouveau un portrait caustique du modèle familial à travers les difficultés du dialogue intergénérationnel, pour aboutir à un dénouement encore plus tragique et choquant. En 1994, le grotesque Cari fottutissimi amici, avec l'acteur génois Paolo Villaggio, est sorti dans les salles de cinéma. Le film, présenté à la Berlinale la même année, a remporté un Ours d'argent dans la section des mentions spéciales.
Monicelli se consacre également au théâtre, tant en prose qu'à l'opéra, avec quelques productions à succès, surtout dans les années 1980. Pour la télévision, il a produit le court-métrage Conoscete veramente Mangiafoco? (1981), avec Vittorio Gassman, La moglie ingenua e il marito malato (1989) et Come quando fuori piove (it) (2000), et en tant que documentaire Un amico magico: il maestro Nino Rota (it) (1999) ainsi que divers téléfilms collectifs. Monicelli se prête occasionnellement à quelques apparitions en tant qu'acteur, dans L'allegro marciapiede dei delitti (1979), Sous le soleil de Toscane (2003), SoloMetro (2007), et interprète également la voix du grand-père de Leonardo Pieraccioni dans Il ciclone (1996).

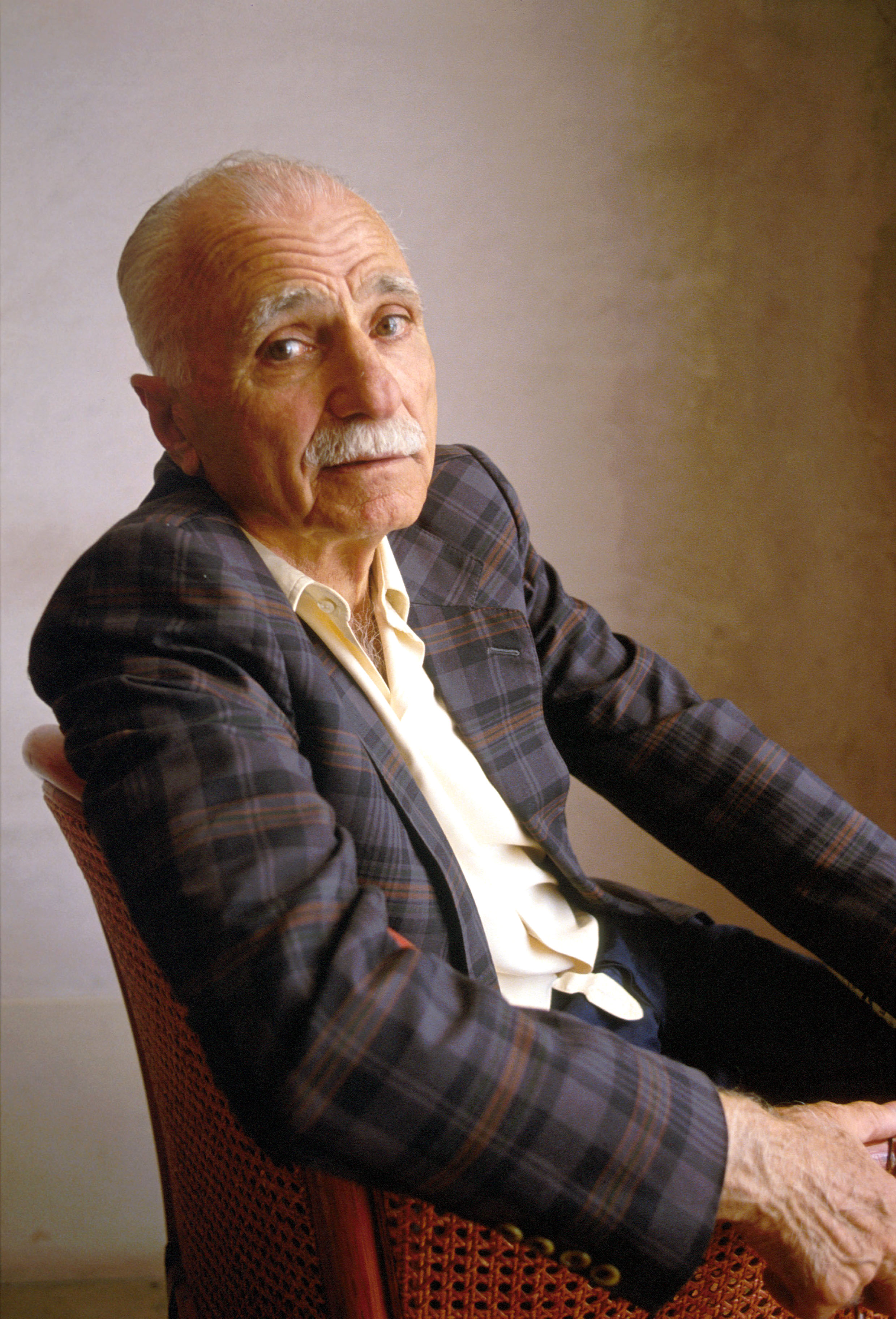
Mario Monicelli à la Mostra de Venise 1991.

Il est un des réalisateurs phares du genre des comédies à l'italienne. Son acteur de référence fut Alberto Sordi, qu'il transforma en acteur dramatique dans La Grande Guerre et Un bourgeois tout petit petit, mais il eut aussi le mérite de découvrir les grandes capacités comiques de deux acteurs nés artistiquement comme dramaturges, Vittorio Gassman dans Le Pigeon et Monica Vitti dans La Fille au pistolet. Le sourire amer qui accompagne toujours les événements racontés, l'ironie avec laquelle il aime croquer les histoires de ratés sympathiques, ont toujours caractérisé son œuvre. Ce n'est peut-être pas un hasard si de nombreux critiques considèrent Le Pigeon comme le premier vrai film de comédie à l'italienne, et Un bourgeois tout petit petit l'œuvre dramatique qui clôt idéalement ce genre cinématographique.
« Il cinema non morirà mai, ormai è nato e non può morire ; morirà la sala cinematografica, forse, ma di questo non mi frega niente. »
— Mario Monicelli
        
« Le cinéma ne mourra jamais, il est né et ne peut pas mourir ; la salle de cinéma va mourir, peut-être, mais ça je m'en fous complètement. »
En vieillissant, Monicelli a progressivement diminué son activité mais ne s'est jamais arrêté, grâce à sa toujours bonne forme physique et mentale. Pour preuve, il est revenu au cinéma à l'âge de 91 ans avec un nouveau film, Le rose del deserto (2006). À l'occasion de sa sortie, il a confié dans une interview avec Gigi Marzullo (it) qu'il n'avait pas peur de la mort, mais qu'il avait très peur du moment où il arrêterait de travailler, car il s'ennuierait beaucoup. Dans une interview de 2008, il a déclaré avoir définitivement abandonné la réalisation avec le court métrage documentaire Vicino al Colosseo… c'è Monti (it). Néanmoins, en 2010, il réalise La nuova armata Brancaleone (it), un court-métrage protestant contre les coupes budgétaires du gouvernement dans la culture et l'éducation, avec la collaboration du compositeur Stefano Lentini, de Mimmo Calopresti comme scénariste et de Renzo Rossellini comme producteur. Le court-métrage a été présenté lors de la journée portes ouvertes au Cine-Tv Rossellini (it) à Rome le 3 juin 2010, où plusieurs journalistes et politiciens étaient présents. Outre les enseignants et les étudiants, Monicelli lui-même a également participé à cette journée. La même année, il participe à la réalisation du court métrage L'ultima zingarata, un hommage à ses Chers amis, dans lequel il réinterprète le rôle du professeur Sassaroli.
Depuis 2009, le Bif&st de Bari décerne un prix portant le nom de Mario Monicelli au meilleur réalisateur parmi les films du festival.

### Vie privée
Parmi les événements qui ont le plus marqué sa vie, il y a sans doute le suicide de son père, Tomaso Monicelli (it), journaliste et écrivain antifasciste bien connu, en 1946. À cet égard, il a déclaré :
« Ho capito il suo gesto. Era stato tagliato fuori ingiustamente dal suo lavoro, anche a guerra finita, e sentiva di non avere più niente da fare qua. La vita non è sempre degna di essere vissuta; se smette di essere vera e dignitosa non ne vale la pena. Il cadavere di mio padre l'ho trovato io. Verso le sei del mattino ho sentito un colpo di rivoltella, mi sono alzato e ho forzato la porta del bagno. Tra l'altro un bagno molto modesto. »
— Mario Monicelli

« J'ai compris son geste. Il avait été injustement privé de son travail, même après la fin de la guerre, et il estimait n'avoir plus rien à faire ici. La vie ne vaut pas toujours la peine d'être vécue ; si elle cesse d'être vraie et digne, elle n'en vaut pas la peine. J'ai trouvé le cadavre de mon père. Vers six heures du matin, j'ai entendu un coup de revolver, je me suis levé et j'ai forcé la porte de la salle de bains. Au fait, une salle de bain très modeste. »
Le 19 avril 1988, peu après la fin du tournage d'Une catin pour deux larrons, Monicelli a un grave accident de voiture près de Bracciano. Le réalisateur a subi des fractures des deux fémurs, du bassin, des avant-bras et des côtes, et a dû interrompre ses activités pendant plusieurs mois.
Sa dernière compagne a été Chiara Rapaccini (it), qu'il a rencontrée lorsqu'il avait 59 ans et elle 19 ans. Ils ont eu une fille, Rosa, lorsqu'elle avait 34 ans et lui 74 ans. En 2007, il a déclaré qu'il vivait seul, qu'il ne ressentait pas la distance avec ses enfants et petits-enfants (bien qu'il en ait eu), qu'il avait été électeur de Rifondazione Comunista pendant quelques années et qu'il avait pleuré pour la dernière fois à la mort de son père, tandis que dans une interview il a révélé, entre autres, pourquoi il vivait seul à 92 ans :
« Per rimanere vivo il più a lungo possibile. L'amore delle donne, parenti, figlie, mogli, amanti, è molto pericoloso. La donna è infermiera nell'animo, e, se ha vicino un vecchio, è sempre pronta ad interpretare ogni suo desiderio, a correre a portargli quello di cui ha bisogno. Così piano piano questo vecchio non fa più niente, rimane in poltrona, non si muove più e diventa un vecchio rincoglionito. Se invece il vecchio è costretto a farsi le cose da solo, rifarsi il letto, uscire, accendere dei fornelli, qualche volta bruciarsi, va avanti dieci anni di più »
— Mario Monicelli

« Pour rester en vie le plus longtemps possible. L'amour des femmes, des parents, des filles, des épouses, des maîtresses, est très dangereux. Une femme est une infirmière dans l'âme, et si elle a un vieil homme près d'elle, elle est toujours prête à interpréter ses moindres désirs, à se précipiter pour lui apporter ce dont il a besoin. Alors petit à petit, ce vieil homme ne fait plus rien, il reste dans son fauteuil, il ne bouge plus et il devient un vieillard sénile. Si, en revanche, le vieillard est obligé de faire ses propres affaires, de faire son lit, de sortir, d'allumer quelques réchauds, de se brûler parfois, il continue à vivre dix ans de plus »

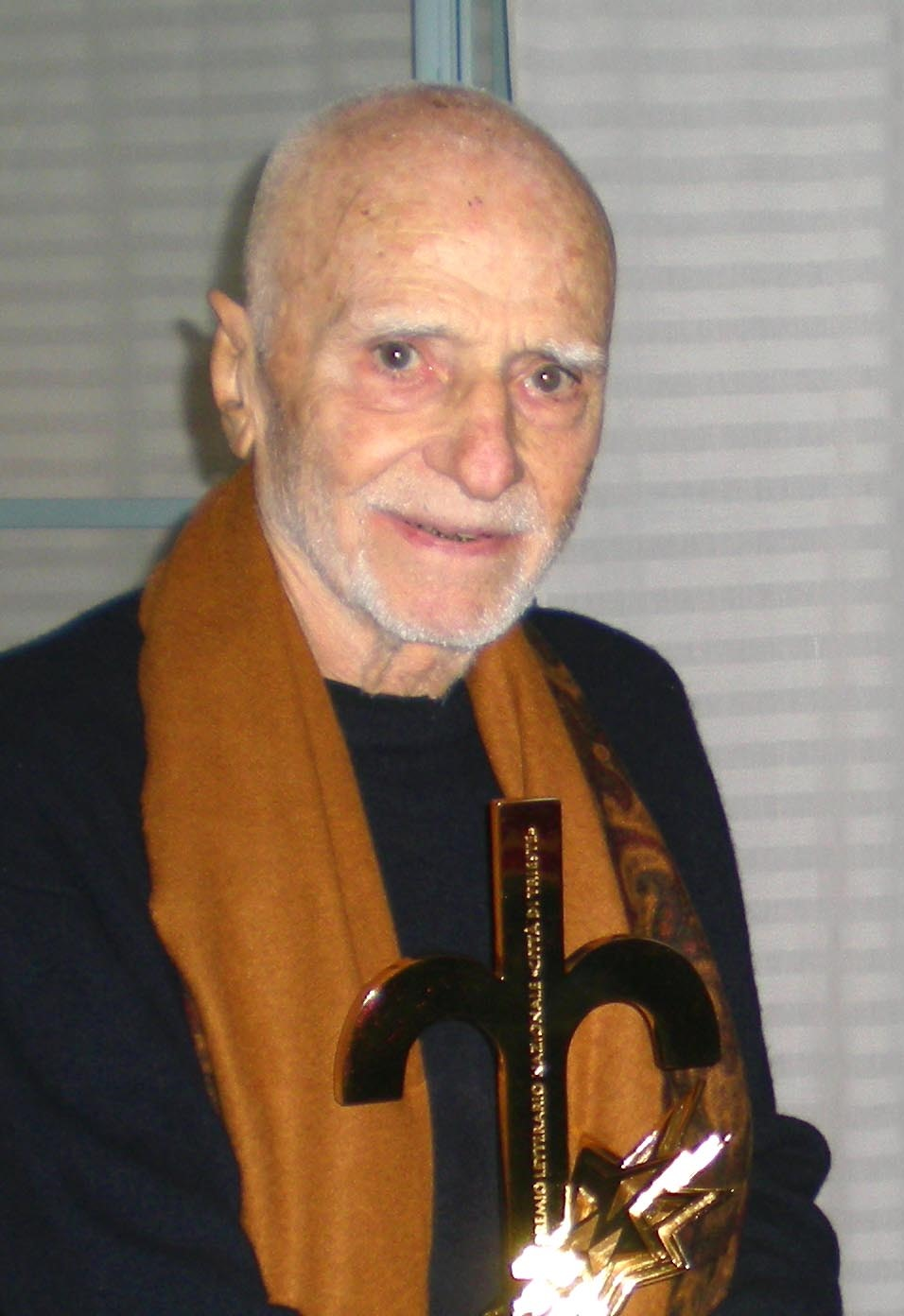
Monicelli reçoit la pour l'ensemble de sa carrière en 2009.

Le 5 décembre 2009, il a pris la parole sur scène lors du No Berlusconi Day (it) et, devant une place bondée, a prononcé des mots très durs contre le gouvernement et toute la classe dirigeante. Le 27 février 2010, il a de nouveau fait un discours surprise lors de la manifestation organisée par Il Popolo Viola (it) contre le legittimo impedimento (it). Le 25 mars 2010, il a participé à l'émission Raiperunanotte avec une interview, dans laquelle il a adopté une position très critique et sombre envers la société contemporaine :
« La speranza è una trappola, è una brutta parola, non si deve dire. La speranza è una trappola inventata dai padroni, di quelli che ti dicono "State buoni, state zitti, pregate che avrete il vostro riscatto, la vostra ricompensa nell'aldilà, perciò adesso state buoni, tornate a casa." […] Mai avere la speranza, la speranza è una trappola, è una cosa infame inventata da chi comanda. »
« L'espoir est un piège, c'est un mot laid, il ne faut pas en parler. L'espoir est un piège inventé par les maîtres, ceux qui vous disent : « Soyez bon, soyez tranquille, priez pour avoir votre gratification, votre récompense dans l'au-delà, alors maintenant soyez bon, rentrez chez vous. » […] N'ayez jamais d'espoir, l'espoir est un piège, c'est une chose infâme inventée par les hommes de pouvoir. »
« Quello che in Italia non c'è mai stato, è una bella botta, una bella rivoluzione, rivoluzione che non c'è mai stata in Italia… c'è stata in Inghilterra, c'è stata in Francia, c'è stata in Russia, c'è stata in Germania. Dappertutto meno che in Italia. Quindi ci vuole qualche cosa che riscatti veramente questo popolo che è sempre stato sottoposto, sono 300 anni che è schiavo di tutti. »
« Ce qu'il n'y a jamais eu en Italie, c'est un grand coup de pied dans la fourmilière, une belle révolution, ce qui ne s'est jamais produit en Italie… il y en a eu en Angleterre, il y en a eu en France, il y en a eu en Russie, il y en a eu en Allemagne. Partout sauf en Italie. Donc il faut quelque chose pour vraiment racheter ce peuple qui a toujours été soumis, qui a été esclave pendant 300 ans. »
Mario Monicelli, après avoir été longtemps socialiste, jusqu'à l'élection de Bettino Craxi comme secrétaire du parti, se déclare durant ses dernières années partisan du Parti de la refondation communiste. Monicelli était athée.

### Mort
Désormais miné par un cancer de la prostate en phase terminale, Monicelli décide de mettre fin à ses jours le soir du 29 novembre 2010, vers 21 heures. Il se jette dans le vide depuis la fenêtre de la chambre qu'il occupait dans le service d'urologie, au cinquième étage de l'hôpital San Giovanni–Addolorata, où il était hospitalisé,. Après les commémorations civiles organisées à sa résidence romaine du rione Monti et à la Casa del Cinema, son corps a été incinéré.

## Filmographie

### Réalisateur
- 1934 : Il cuore rivelatore (court métrage)
- 1934 : I ragazzi di via Pal (coréalisé avec César Civita et Alberto Mondadori)
- 1937 : Pioggia d'estate (sous le nom de « Michele Badiek »)
- 1949 : Au diable la célébrité (Al diavolo la celebrità) (coréalisé avec Steno)
- 1949 : Totò cherche un appartement (Totò cerca casa)
- 1950 : Dans les coulisses (Vita da cani) (coréalisé avec Steno)
- 1950 : È arrivato il cavaliere (coréalisé avec Steno)
- 1951 : Totò e i re di Roma
- 1951 : Gendarmes et Voleurs (Guardie e ladri)
- 1952 : Totò et les femmes (Totò e le donne) (coréalisé avec Steno)
- 1953 : les Infidèles (Le infedeli)
- 1954 : Du sang dans le soleil (Proibito)
- 1955 : Un héros de notre temps (Un eroe dei nostri tempi)
- 1955 : Totò e Carolina
- 1956 : Donatella
- 1957 : Le Médecin et le Sorcier (Il medico e lo stregone)
- 1957 : Pères et fils (Padri e figli)
- 1958 : Le Pigeon (I soliti ignoti)
- 1959 : La Grande Guerre (La grande guerra)
- 1959 : Lettere dei condannati a morte (documentaire)
- 1960 : Larmes de joie (Risate di gioia)
- 1962 : Boccace 70 (Boccaccio '70), segment Renzo et Luciana
- 1963 : Les Camarades (I compagni)
- 1964 : Haute Infidélité (Alta infedeltà), segment Gente Moderna
- 1965 : Casanova 70 (Casanova '70)
- 1966 : L'Armée Brancaleone (L'armata Brancaleone)
- 1966 : Les Ogresses (Le fate), segment Fata Armenia
- 1968 : La Fille au pistolet (La ragazza con la pistola)
- 1968 : Caprice à l'italienne (Capriccio all'italiana), segment La bambinaia
- 1969 : Toh, è morta la nonna!
- 1970 : Drôles de couples (Le coppie)
- 1970 : Brancaleone s'en va-t-aux croisades (Brancaleone alle crociate)
- 1971 : Mortadella (La mortadella)
- 1973 : Nous voulons les colonels (Vogliamo i colonnelli)
- 1974 : Romances et Confidences (Romanzo popolare)
- 1975 : Mes chers amis (Amici miei)
- 1976 : Mesdames et messieurs, bonsoir (Signore e signori, buonanotte) (coréalisation)
- 1976 : Caro Michele
- 1977 : Un bourgeois tout petit petit (Un borghese piccolo piccolo)
- 1977 : Les Nouveaux Monstres (I nuovi mostri), segments Autostop et Premiers soins
- 1979 : Voyage avec Anita (Viaggio con Anita)
- 1980 : Rosy la Bourrasque (Temporale Rosy)
- 1981 : Chambre d'hôtel (Camera d'albergo)
- 1981 : Le Marquis s'amuse (Il marchese del Grillo)
- 1982 : Mes chers amis 2 (Amici miei atto II)
- 1984 : Bertoldo, Bertoldino e Cacasenno (d'après le recueil de nouvelles du même nom)
- 1985 : La Double Vie de Mathias Pascal (Le due vite di Mattia Pascal)
- 1986 : Pourvu que ce soit une fille (Speriamo che sia femmina)
- 1987 : Une catin pour deux larrons (I picari)
- 1989 : La moglie ingenua e il marito malato (téléfilm)
- 1990 : Il male oscuro
- 1991 : Rossini! Rossini!
- 1992 : Une famille formidable (Parenti serpenti)
- 1994 : Cari fottutissimi amici
- 1995 : Facciamo paradiso
- 1999 : Panni sporchi
- 2001 : Un altro mondo è possibile (documentaire collectif sur les émeutes anti-G8 de Gênes de 2001)
- 2006 : Le rose del deserto

### Scénariste

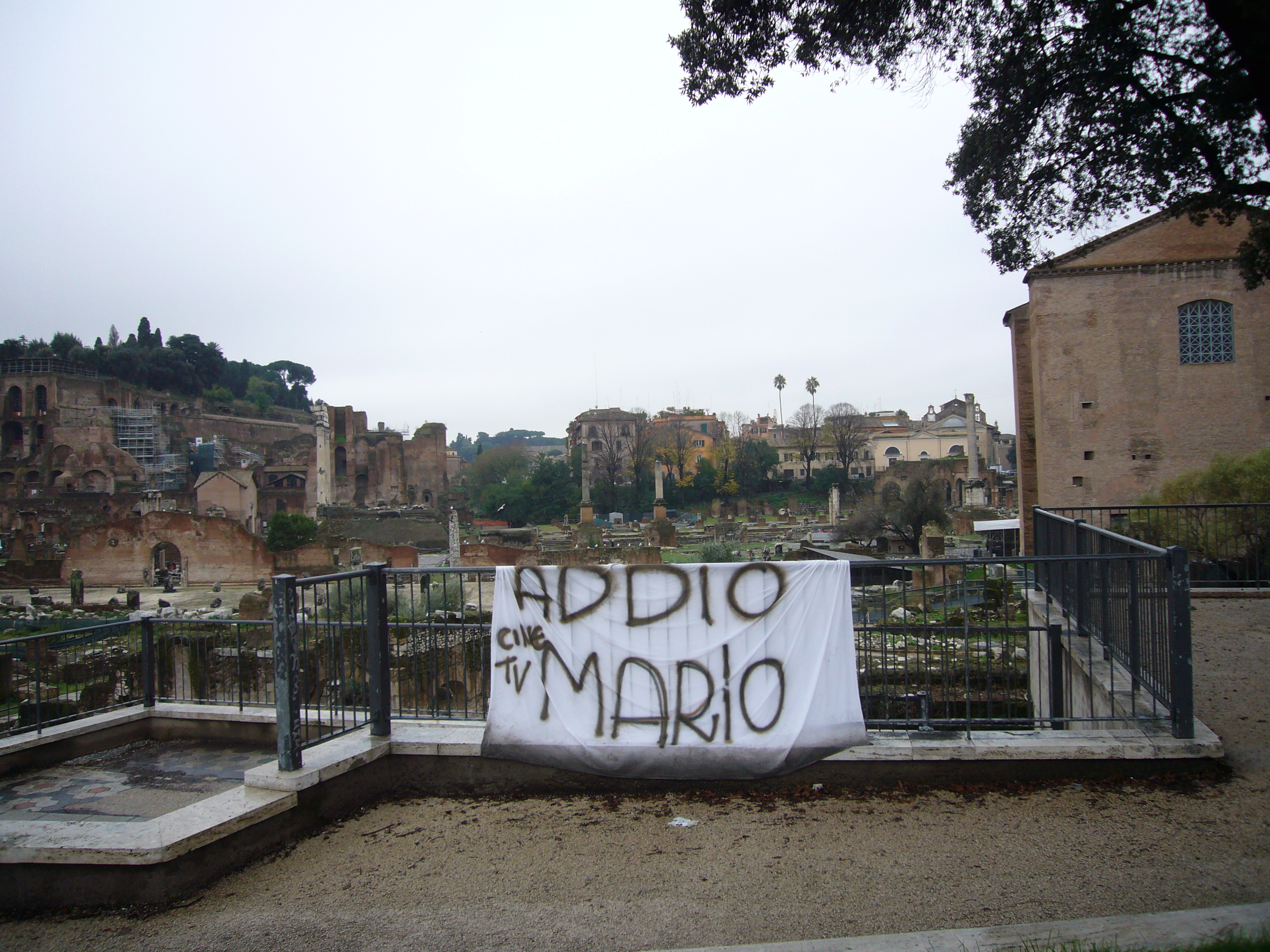
Rome, Via dei Fori Imperiali : l'hommage laissé par les étudiants de l' plus connu sous le nom de CINE TV à Mario Monicelli.

- 1942 : La donna è mobile  de Mario Mattoli
- 1947 : Fumerie d'opium (Fumeria d'oppio) de Raffaello Matarazzo
- 1948 : Il sole di Montecassino de Giuseppe Maria Scotese
- 1948 : Arènes en folie (Fifa e arena) de Mario Mattoli
- 1948 : Harem nazi (Accidenti alla guerra!...) de Giorgio Simonelli
- 1948 : Le Héros de la rue de Carlo Borghesio
- 1949 : Il conte Ugolino de Riccardo Freda
- 1950 : Mon frère a peur des femmes (L'inafferrabile 12) de Mario Mattoli
- 1951 : Accidenti alle tasse!! de Mario Mattoli
- 1952 : Vengeance sarde (Vendetta... sarda) de Mario Mattoli
- 1952 : Cinque poveri in automobile de Mario Mattoli
- 1953 : Duel en Sicile (Cavalleria rusticana) de Carmine Gallone
- 1964 : Frénésie d'été de Luigi Zampa

### Acteur
- 1979 : Rue du Pied de Grue de Jean-Jacques Grand-Jouan
- 1980 : Je suis photogénique (Sono fotogenico) de Dino Risi
- 1994 : La Vraie Vie d'Antonio H. (it) (La vera vita di Antonio H.) d'Enzo Monteleone
- 2003 : Sous le soleil de Toscane (Under the Tuscan Sun) d'Audrey Wells
- 2004 : Nanà de Giuseppe Varlotta
- 2007 : SoloMetro (it) de Marco Cucurnia
- 2010 : L'ultima zingarata (it) de Federico Micali et Yuri Parrettini
- 2010 : Qui finisce l'Italia (it), documentaire de Gilles Coton, inspiré par l'essai écrit par Pier Paolo Pasolini La lunga strada di sabbia.

## Distinctions

### Récompenses
Mostra de Venise
- 1959 : Lion d'or du meilleur film pour La Grande Guerre
- 1985 : Prix Pietro Bianchi
- 1991 : Lion d'or d'honneur pour l'ensemble de sa carrière

Festival de Berlin
- 1957 : meilleur réalisateur- Pères et Fils
- 1976 : meilleur réalisateur - Caro Michele
- 1982 : meilleur réalisateur - Le Marquis s'amuse

Festival de Saint-Sébastien
- 1958 : Coquille d'argent - Le Pigeon[39]
- 1965 : meilleur réalisateur - Casanova 70

Prix David di Donatello
- 1976 : meilleur réalisateur - Mes chers amis
- 1977 : meilleur réalisateur - Un bourgeois tout petit petit
- 1986 : meilleur réalisateur et meilleur scénario - Pourvu que ce soit une fille
- 1990 : meilleur réalisateur - Il male oscuro
- 2005 : Prix Spécial

Rubans d'argent
- 1959 : meilleur scénario - Le Pigeon
- 1977 : meilleur scénario - Un bourgeois tout petit petit
- 1982 : meilleur scénario - Le Marquis s'amuse
- 1986 : meilleur réalisateur et meilleur scénario - Pourvu que ce soit une fille

Oscar du cinéma
- 1960 : nomination pour La Grande Guerre
- 1964 : nomination pour Les Camarades

Festival Europa Cinéma de Viareggio
- 2005 : Prix Fellini 8½ Platinum Award for Cinematic Excellence

Prix "Città di Trieste"
- 2009 : Alabarda d'oro pour l'ensemble de sa carrière

### Décorations
Grand officier de l'ordre du Mérite 2e classe (Grande ufficiale dell'Ordine al merito della Repubblica italiana), 27 avril 1987

 Chevalier grand-croix de l'ordre du Mérite‎ 1re classe (Cavaliere di gran croce dell'Ordine al merito della Repubblica italiana), 22 mars 1994

Médaille du mérite de la culture et de l'art (Medaglia d'oro ai benemeriti della cultura e dell'arte) 25 février 2000